# Tina Chen
Tina Chen, pseudonimo di Chen Ting (Chongqing, 2 novembre 1943), è un'attrice cinese naturalizzata statunitense.

## Biografia
È conosciuta per le sue interpretazioni nei film Alice's Restaurant (1969) di Arthur Penn, Il re delle isole (1970) di Tom Gries, con Charlton Heston, che le valse una candidatura ai Golden Globe come attrice non protagonista, e I tre giorni del Condor (1975) di Sydney Pollack, con Robert Redford. 
È conosciuta anche per le sue apparizioni nelle serie televisive Hawaii Squadra Cinque Zero e Kung Fu. Ottenne una candidatura ai Premi Emmy 1967 come attrice non protagonista nella serie CBS Playhouse, per l'episodio The Final War of Olly Winter.

## Filmografia parziale
- Alice's Restaurant, regia di Arthur Penn (1969)
- Il re delle isole (The Hawaiians), regia di Tom Gries (1970)
- I tre giorni del Condor (Three Days of the Condor), regia di Sydney Pollack (1975)